# Pomme d'Api (opérette)
Pour les articles homonymes, voir Pomme d'Api.
Personnages
- Rabastens (baryton)
- Gustave, son neveu (soprano)
- Catherine, sa bonne (soprano)

Airs
Pomme d'Api est une opérette en un acte de Jacques Offenbach, sur un livret de Ludovic Halévy et William Busnach, créée le 4 septembre 1873 au Théâtre de la Renaissance à Paris.

## Contexte
Offenbach avait entendu Louise Théo chanter dans un café-concert, à Paris, et malgré sa voix sans grand relief, la qualité de sa présence scénique le décide à centrer sa création suivante autour d'elle. Des répétitions de l'opérette ont lieu au cours de l'été 1873, à la Villa Orphée, la maison d'Étretat qu'Offenbach avait construite et meublée avec les recettes d'Orphée aux Enfers. Le succès obtenu par Louise Théo dans Pomme d'Api encourage Offenbach à créer une autre œuvre pour elle au Théâtre de la Renaissance. Il compose en sept semaines La Jolie Parfumeuse, pièce en un acte parfaitement adaptée à son talent.

## Représentations
La première a lieu le 4 septembre 1873 au Théâtre de la Renaissance à Paris. L'opérette est bien accueillie par la critique : « Au théâtre de la Renaissance (...) le principal attrait de la soirée était Pomme d'Api (...) La nouvelle étoile de ce nouveau théâtre d'opérettes y est réellement ravissante ; elle est excellente comédienne et détaille avec beaucoup d'esprit les jolis morceaux de son joli rôle » . Pomme d'Api est repris le 20 avril 1874 au Théâtre des Bouffes-Parisiens, avec Les rendez-vous bourgeois et La chanson de Fortunio, et connaît 60 représentations. En 1877, l'opérette est jouée à Vienne au Theater an der Wien  ; en 1892 et 1893, elle est jouée à Londres sous le titre Poor Mignonette . Elle sera reprise à Paris en 1900, aux Bouffes-Parisiens . 
En 1916, une représentation extraordinaire a lieu au palais du Trocadéro, au profit de la Coopération des artistes, sous la direction d'Émile Bourgeois, avec Amélie Diéterle dans le rôle de Catherine.
Sept enregistrements sont réalisés par l'ORTF entre 1945 et 1974 .
Une reprise de Pomme d'Api, associée à M. Choufleuri restera chez lui le . . . et à Mesdames de la Halle a lieu à Paris à l'Opéra-Comique en 1979 (avec reprises, en 1980 et 1983) ; un enregistrement en est effectué à la Salle Garnier de l'Opéra de Monte-Carlo, en septembre 1982, sous la direction de Manuel Rosenthal. L'opérette est jouée régulièrement au début du XXIe siècle, à Bologne et à Jesi en 2010 , à Dijon au festival Opéra d’été en Bourgogne en 2014 , à l'Opéra de Rennes en 2014 et à Genève en 2015 .

## Distribution lors de la création
| Rôle                | Type de voix | Distribution (chef d'orchestre : Jacques Offenbach) |
| ------------------- | ------------ | --------------------------------------------------- |
| Rabastens, rentier  | baryton      | Daubray                                             |
| Gustave, son neveu  | soprano      | Anna Dartaux                                        |
| Catherine, la bonne | soprano      | Louise Théo                                         |

## Argument
L'intrigue est « fragile comme un soufflé » , basée sur trois personnages : une jeune femme qui joue à la domestique (le rôle-titre), son amant qui vient de l'abandonner pour des raisons matérielles, et l'oncle de ce dernier, quelque peu licencieux, mais prêt à pardonner.
L'action se déroule à Paris. Amilcar Rabastens, célibataire de 48 ans, rentier aisé et amateur de femmes, vient de congédier sa bonne ; il a demandé une nouvelle domestique, jeune et jolie, à un bureau de placement. Rabastens attend son neveu Gustave, qui va vivre chez lui ; il a menacé de lui couper les vivres à cause de sa liaison avec une jeune fille appelée Pomme d'Api, liaison qu'il désapprouve car elle durait depuis trop longtemps. Gustave arrive et annonce avoir à contrecœur rompu avec Pomme d'Api, malgré son visage d'ange ; désespéré, il s'enferme dans sa chambre. Catherine, la jeune et nouvelle bonne, se présente ; Rabastens en est tellement enchanté qu'il oublie de la traiter comme une domestique, et l'invite à dîner avec lui et son neveu.
Gustave reconnaît Pomme d'Api en Catherine, mais elle se montre indifférente à ses regrets ; elle encourage Rabastens à lui faire des avances. Pendant le repas, ayant bu un peu de champagne, Catherine déclare qu'elle a été abandonnée par son amant et qu'elle va accepter le premier homme qui se présentera. Gustave est tellement blessé qu'il quitte la pièce. Catherine se rend compte qu'il l'aime et l'embrasse. D'abord furieux, Rabastens se reprend, donne sa bénédiction au mariage et augmente le montant de l'allocation de son neveu.

## Numéros musicaux
- Ouverture
- Couplets (Rabastens) « L'employé m'a dit, de quel âge »
- Romance (Gustave) « Mon oncle ne vous fâchez pas »
- Couplets « Bonjour monsieur je suis la bonne »
- Trio « Va donc, va donc chercher le gril ! »
- Duo « C'est un dimanche, un matin »
- Trio « A table ! A table !»
- Rondeau (Catherine) « J'en prendrai un, deux, trois ... »
- Romance (Gustave) « Consultez votre cœur »
- Trio (finale) « J'en prendrai un, deux, trois »

Deux des numéros sont réputés, le trio « Va donc, va donc chercher le gril ! » qu'Offenbach fait « chanter (...) sur une musique d'un ton fort sérieux en décalage comique avec la question bien prosaïque de la cuisson de trois côtelettes »  et le rondeau « J'en prendrai un, deux, trois ... » où Catherine liste avec gourmandise ses futurs amants .

## Discographie
- L'Île de Tulipatan ; Pomme d'Api, Emmanuel Koch (dir.) – TPL
- Pomme d'Api ; Monsieur Choufleuri ; Mesdames de la Halle, avec Mady Mesplé, Léonard Pezzino, Charles Burles, Jean-Philippe Laffont, Michel Trempont, Manuel Rosenthal (dir.) – EMI, 1983